# Niedernach

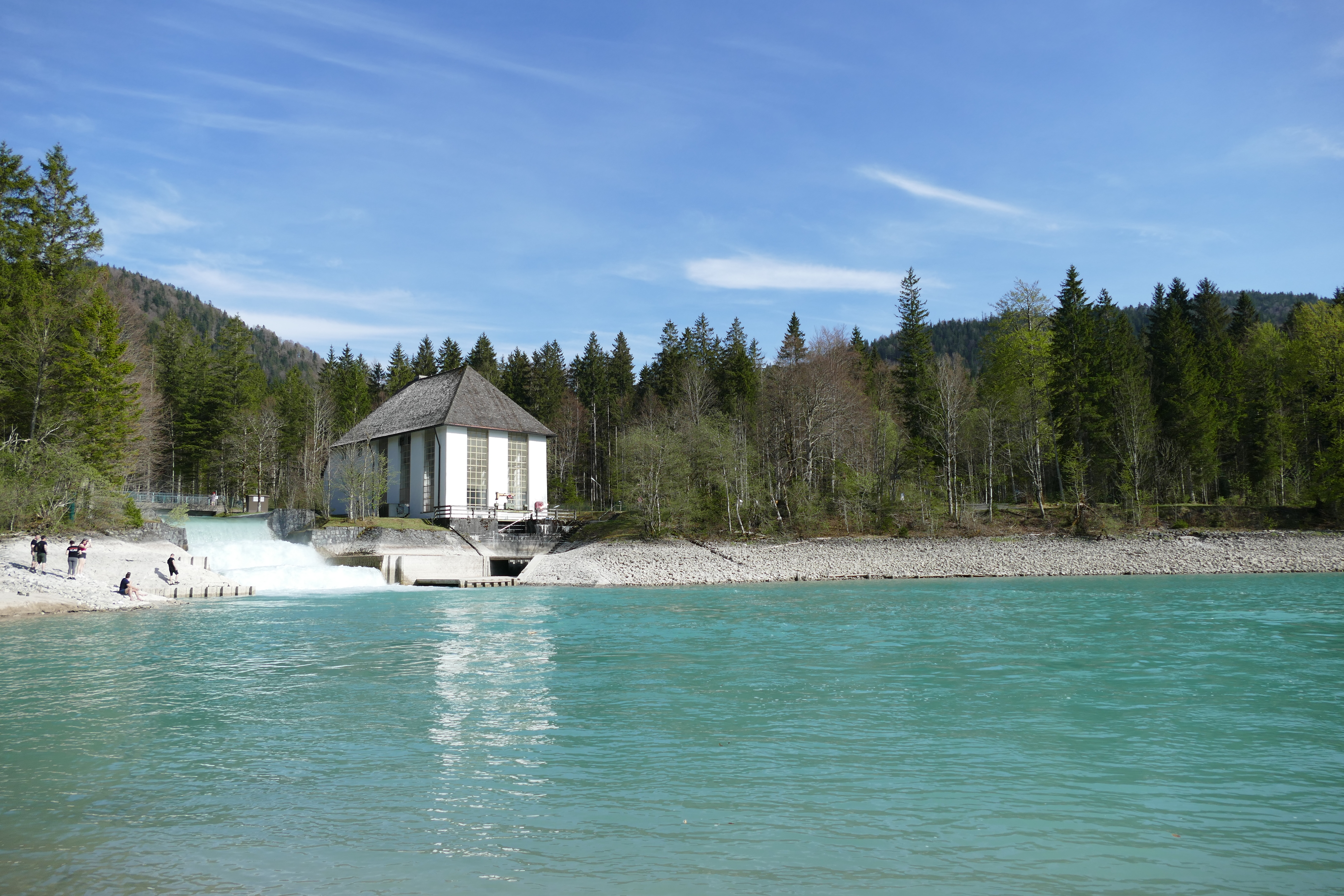
Das Niedernach-Kraftwerk in der Niedernach Bucht

Niedernach ist einer der 28 Ortsteile der Gemeinde Jachenau in Oberbayern. Die Einöde liegt an der gleichnamigen Niedernacher Bucht, dem östlichsten Teil des Walchensees, am ursprünglichen Ausfluss des Sees, wo die Jachen ihren Lauf durch das Jachental beginnt, bis sie bei Lenggries-Fleck in die Isar mündet. Allerdings ist seit 1924 dieser Abfluss durch ein Wehr des Walchenseekraftwerks versperrt.
Niedernach umfasst drei Häuser, deren Nummerierung angepasst ist an jene der Gemeinde Jachenau: Nr. 55, 55 1/2 und 55 1/3. In der 11. Gemeinderatssitzung am 6. April 2021 wurde für das neu zu errichtende Mauthäuschen die Hausnummer „Niedernach 55 1/12“ vergeben.
Zum Stand der Volkszählung am 25. Mai 1987 wurden sechs Einwohner in zwei Gebäuden mit Wohnraum nachgewiesen. Damit wurde der Ort als Einöde typisiert. Zum Stand des Zensus am 9. Mai 2011 sind 3 Einwohner festzustellen.

## Geschichte
Das Haus Nr. 55 geht auf den Raut Niedernach zurück, eine Rodung, die schon um 1450 als Weide vom Kloster Benediktbeuern an die Müller in Jachenau-Mühle verstiftet (verpachtet) war. Erst 1703 hat dort Lorenz Krinner von der Mühl 51 in Jachenau mit Genehmigung des Klosters eine Siedlung anlegen dürfen.
Haus Nr. 55 1/2 wurde 1912 erbaut und wird seit 1937 als Gaststätte bewirtschaftet. Das Haus Nr. 55 1/3 ist das Gebäude des 1951 entstandenen Kraftwerks.

## Kraftwerk

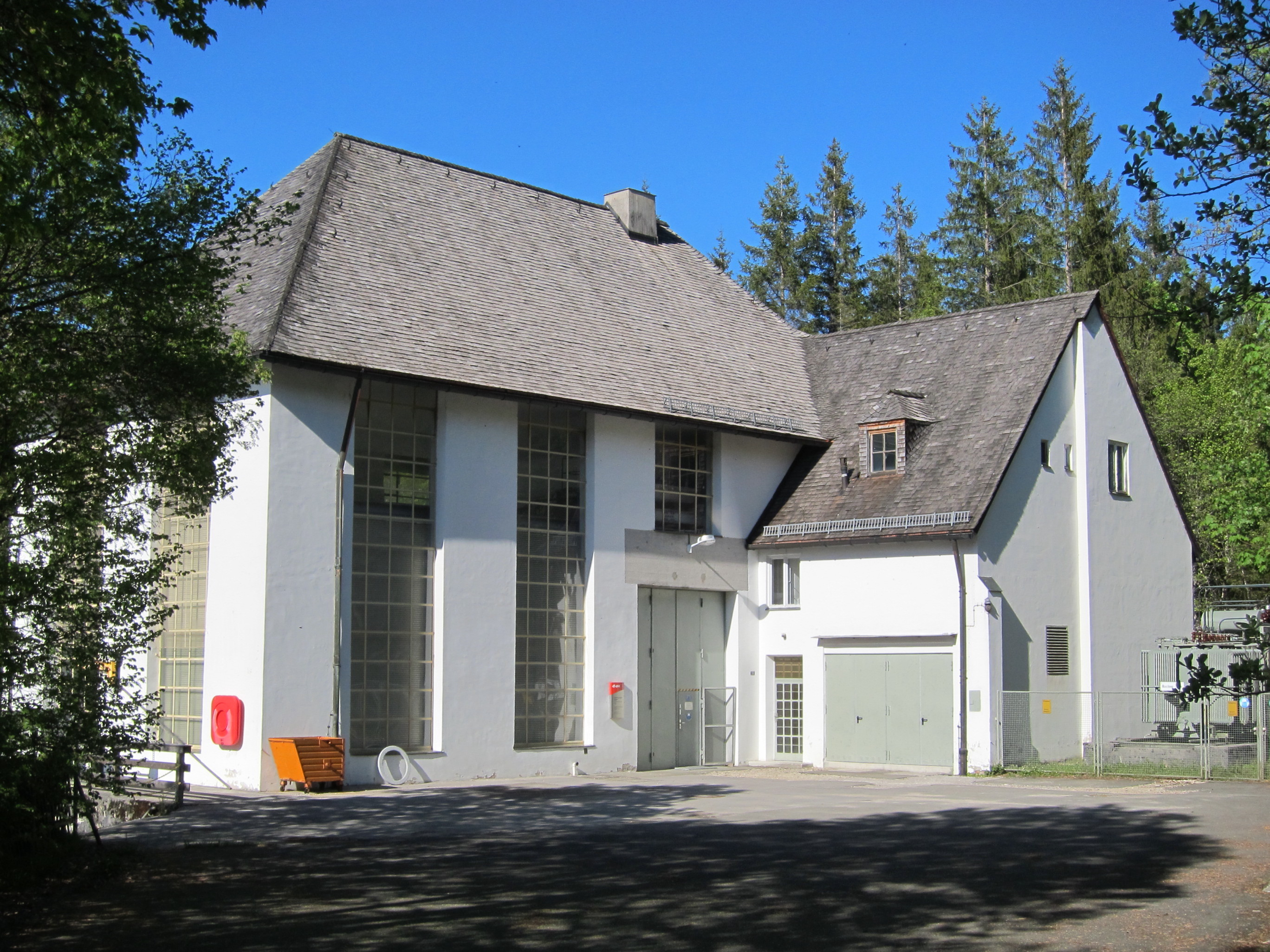
Kraftwerk Niedernach

Das Kraftwerk Niedernach gehört seit Juni 1951 zum Kraftwerksverbund am Walchensee und wird ebenfalls von der Uniper Kraftwerke GmbH betrieben (früher von der E.ON Wasserkraft). Es nutzt das Wasser des Rißbachstollens, der an der Landesgrenze südlich Vorderriß beginnt, mit einem Düker beim Ochsensitz die Isar unterquert und nach insgesamt ca. 7 km Stollen am Alpenbachwehr oberhalb von Niedernach wieder zu Tage tritt. Am Ende eines weiteren, etwa 150 m langen Stollens und eines etwa 215 m langen Kanals wird das Wasser in einem Druckrohr über die letzten rund 300 m und über eine Fallhöhe von 21 m in das Kraftwerk geleitet. Überschüssiges Wasser kann daneben über eine breite Kanaltreppe in den See fließen. Das Kraftwerk hat bei einem maximalen Durchfluss von 12 m³/s eine Leistung von 2,4 MW und eine durchschnittliche Jahreserzeugung von rund 10 Millionen kWh. Das nach Plänen von Franz Hart errichtete Gebäude steht unter Denkmalschutz.